# Tubići
Tubići (Servisch cyrillisch Тубићи) is een plaats in de Servische gemeente Kosjerić. De plaats telt 535 inwoners (2002).